# Polacantha pegma
Polacantha pegma är en tvåvingeart som beskrevs av Martin 1975. Polacantha pegma ingår i släktet Polacantha och familjen rovflugor.
Artens utbredningsområde är Kalifornien. Inga underarter finns listade i Catalogue of Life.